# Dorogháza
Dorogháza là một thị trấn thuộc hạt Nógrád, Hungary. Thị trấn này có diện tích 17,68 km², dân số năm 2010 là 1118 người, mật độ 63 người/km².